# Padang Garugur (Barumun Tengah)
Padang Garugur is een bestuurslaag in het regentschap Padang Lawas van de provincie Noord-Sumatra, Indonesië. Padang Garugur telt 155 inwoners (volkstelling 2010).